# Ратуша Сан-Франциско
Ратуша Сан-Франциско (англ. San Francisco City Hall) — ратуша города Сан-Франциско (США). Здание, возведённое в 1915 году на площади в центре города, является памятником архитектуры в стиле американского неоренессанса 1880–1917 годов. Купол сооружения на 12,8 метров выше, чем у Капитолия Соединенных Штатов. Нынешнее здание заменило прежнюю ратушу, которая была разрушена во время землетрясения 1906 года и находилась в двух кварталах от нынешнего, в квадрате улиц Ларкин-стрит, Макаллистер-стрит и Сити-Холл-Авеню, то есть там, где сейчас располагается публичная библиотека и UN Plaza.
Главным архитектором здания стал Артур Браун-младший из Bakewell & Brown, спроектировавший даже такие детали отделки, как уникальные дверные ручки и шрифт, который используется в вывесках. Чертежи здания Брауна хранятся в библиотеке Бэнкрофта в Калифорнийском университете в Беркли.

## Архитектура

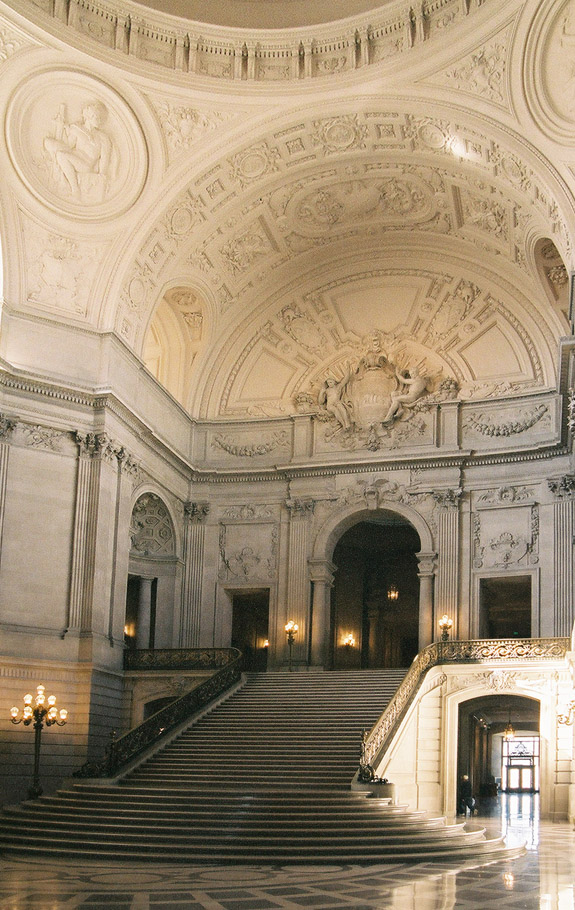
Внутренняя лестница ведет в зал заседаний Наблюдательного совета

Общая площадь здания составляет более 46 тыс. м² и занимает два полных городских квартала. Расстояние между Ван-Несс-авеню и Полк-стрит составляет порядка 83 метров, а между улицей Гроув и Макаллистер-стрит 84 метра. Купол здания, который во многом похож на купола Мансара в церкви Валь-де-Грас и Доме Инвалидов в Париже в стиле барокко, возвышается на 93,7 метра над историческим районом Гражданского центра. Он на 5,8 метра выше, чем Капитолий Соединенных Штатов, и имеет диаметр в 34 метра, опираясь на балки 4 х 50 тонн (44,5 метрической тонны) и 4 х 20 тонн (17,8 метрической тонны), каждая шириной в 2,7 метров и длиной 18 метров.
В целом при постройке здания использовано 7 900 тонн конструкционной стали американской компании Bridge Bridge из Амбриджа, штат Пенсильвания, недалеко от Питтсбурга. Снаружи оно облицовано гранитом округа Мадера, а внутри — песчаником Индианы, а также отделано мрамором из Алабамы, Колорадо, Вермонта и Италии. Большая часть скульптур авторства Анри Кренье.
Ротонда представляет собой открытое вместительное пространство, верхние уровни которого открыты для публики. Напротив парадной лестницы, на втором этаже, находится кабинет мэра. Бронзовые бюсты бывшего мэра Джорджа Москоне и его преемника Дайанн Файнштейн установлены рядом с мемориалом, посвящённым убийству Москоне, которое произошло всего в нескольких метрах от этого места в небольшой ротонде входа в мэрию. Бюст члена наблюдательного совета графства Харви Милка, убитого в здании, был установлен 22 мая 2008 года.
В то время как таблички на входе в торговый центр увековечивают память прощального обращения президента Джорджа Вашингтона и Геттисбергского обращения президента Авраама Линкольна, основные скульптуры относятся к бывшим мэрам с датами их полномочий. Медальоны в хранилищах Ротонды — Равенство, Свобода, Сила, Изучение и Прогресс.

## История

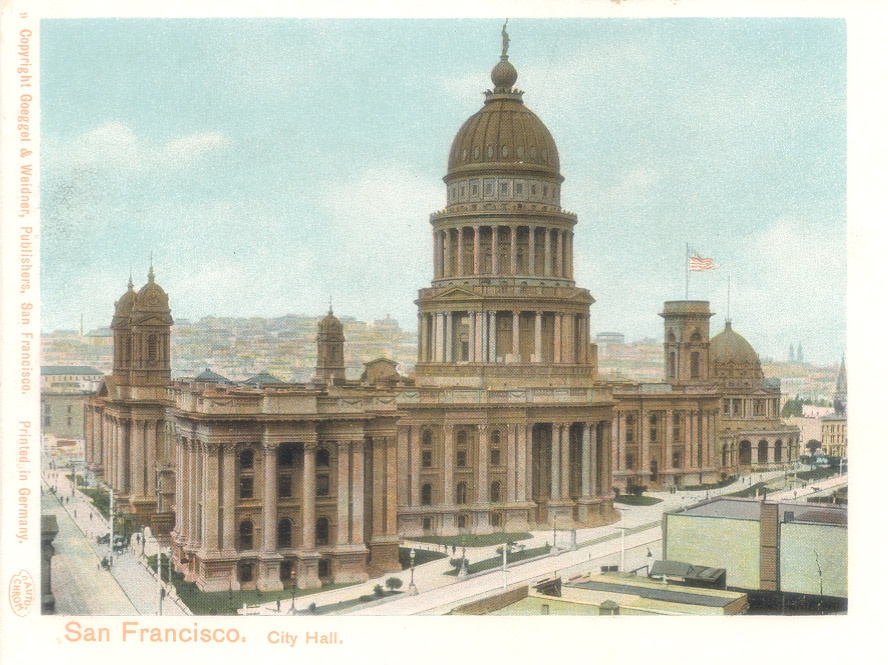
Здание старой ратуши в 1900 году

Современное здание мэрии является заменой первоначальному зданию, которое было спроектировано Августом Лейвером и Томасом Стентом и построено в 1899 году после 27 лет планирования. Первоначальное здание ратуши было гораздо большим зданием, которое также имело меньшую пристройку, которая включала в себя городской Зал достижений. Известный градостроитель и архитектор Даниэль Бернхам в 1905 году опубликовал план по перестройке города, включая новый комплекс Гражданского центра вокруг мэрии, но они были отложены после землетрясения в Сан-Франциско в 1906 году, разрушившего ратушу 1899 года.

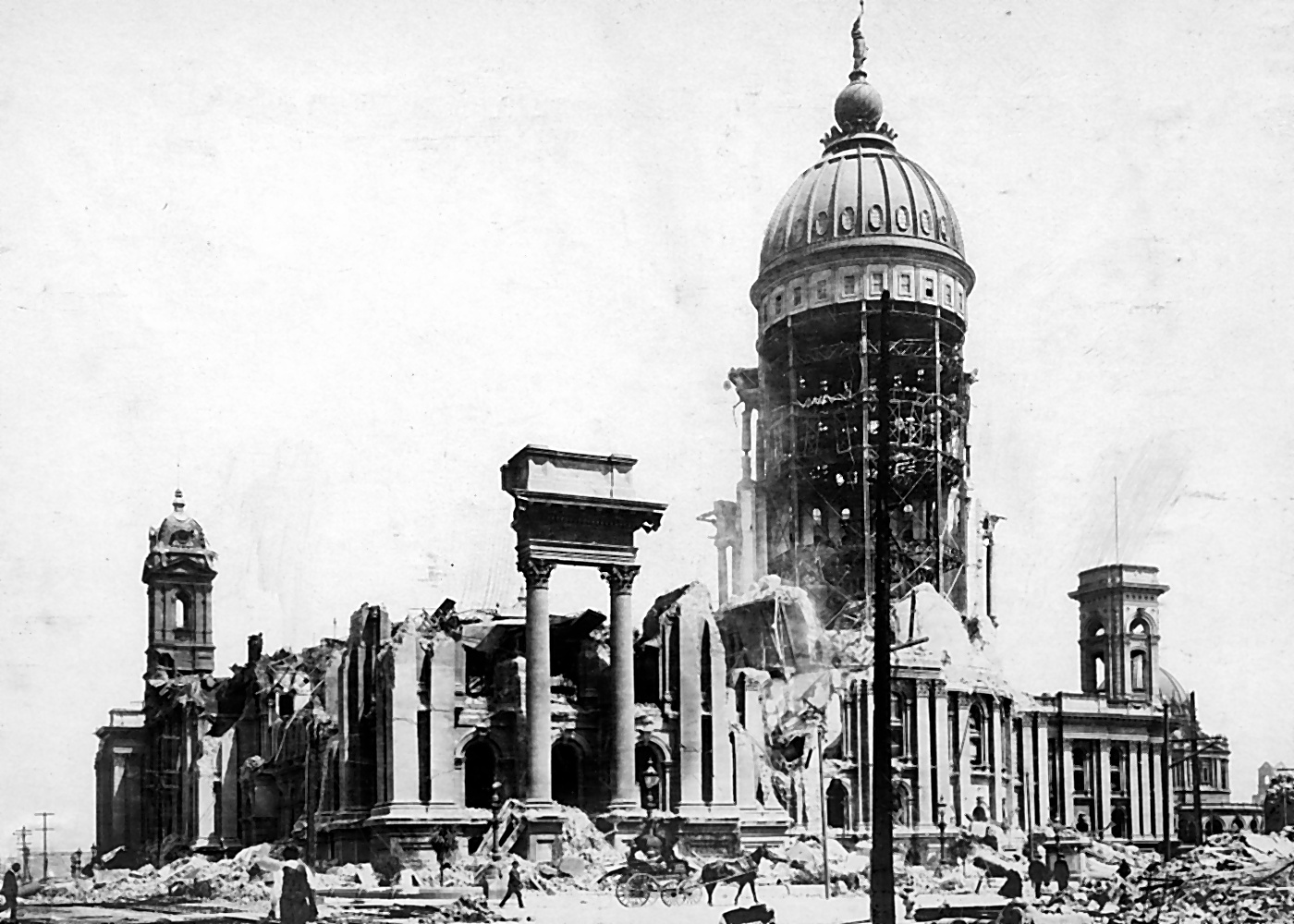
Здание ратуши после землетрясения 1906 года

Планы реконструкции после землетрясения ориентировались на неоклассический стиль как часть нового облика города, а также желание восстановить город как раз к Панамско-Тихоокеанской международной выставке 1915 года. 28 марта 1912 года были выпущены облигации на 8,8 млн долларов, из которых на новое здание мэрии было выделено от 3,5 до 4 млн долларов. Проект Артура Брауна-младшего был выбран по итогам конкурса.
Строительство новой ратуши в Ван-Несс и Фултоне было начато 5 апреля 1913 года, а краеугольный камень был заложен 25 октября того же года. Мэр Рольф переехал в мэрию 28 декабря 1915 года, последний камень в кладку был установлен 31 марта 1916 года, а леса были окончательно сняты 28 июля, официально ознаменовав окончание строительства. Руины старой ратуши были проданы вскоре после этого, в августе 1916 года, за 2 300 долларов США (что эквивалентно 53 000 долларов США в 2018 году), а вывоз материалов должен был быть завершён в течение 40 дней.

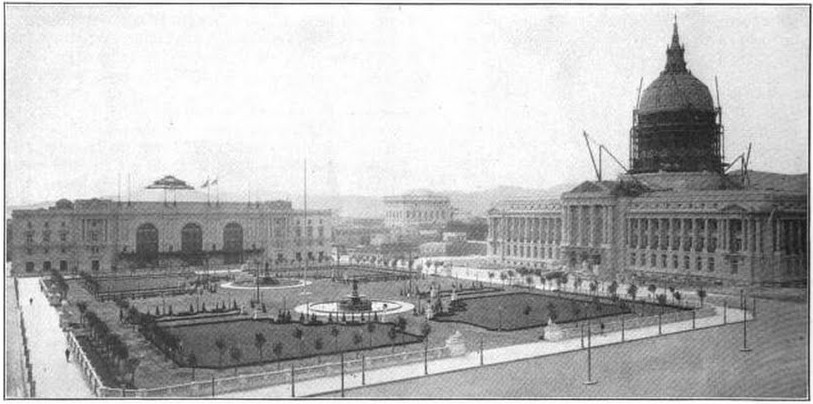
Строительство новой ратуши в 1916 году

Главная ротонда служила местом, где было захоронено множество видных политиков и государственных служащих, среди которых Генерал Фредрик Фанстон, герой испано-американской войны, филиппино-американской войны, и бывший мэр и губернатор Джеймс Ролф.
В мае 1960 года главная Ротонда была местом студенческого протеста против Комитета по неамериканской деятельности Палаты представителей и противодействия полиции, в результате которой студенты из Калифорнийского университета в Беркли, Стэнфорде и других местных колледжах обстреливали находящихся ниже по лестнице под ротондой.
В 1978 году в мэрии были убиты бывшим членом наблюдательного совета Дэном Уайтом мэр Джордж Москоне и член наблюдательного совета Харви Милк.
Землетрясение в 1989 году повредило сооружение и сдвинуло купол на четыре дюйма (102 мм). После этого под руководством Бюро архитектуры Сан-Франциско в сотрудничестве с архитекторами консервации Carey & Co. и инженерами Forell / Elsesser была завершена работа по обеспечению устойчивости здания к землетрясению с помощью базовой системы изоляции, которая должна предотвратить полное обрушение здания. Здание муниципалитета вновь открылось после реконструкции в январе 1999 года и в то время было самой большой в мире изолированной от фундамента структурой.
Мэрия попыталась использовать сапсанов, чтобы они гнездились в специально сооружённых гнёздах за пределами купола. Снижение количества голубей благодаря хищным птицам должно было помочь в сохранении здания в чистом состоянии.